# Mount Swanzy
Mount Swanzy är ett berg i Kanada.   Det ligger i provinsen British Columbia, i den centrala delen av landet, 3 100 km väster om huvudstaden Ottawa. Toppen på Mount Swanzy är 2 622 meter över havet.
Terrängen runt Mount Swanzy är huvudsakligen bergig. Trakten runt Mount Swanzy är nära nog obefolkad, med mindre än två invånare per kvadratkilometer.. 
Trakten runt Mount Swanzy består i huvudsak av gräsmarker.